# STS-58
La STS-58 è una missione spaziale del Programma Space Shuttle.

## Equipaggio
- John E. Blaha (4) - Comandante
- Richard A. Searfoss (1) - Pilota
- M. Rhea Seddon (3) - Specialista di missione
- William S. McArthur (1) - Specialista di missione
- David A. Wolf (1) - Specialista di missione
- Shannon W. Lucid (4) - Specialista di missione
- Martin Fettman (1) - Specialista del carico

Tra parentesi il numero di voli spaziali completati da ogni membro dell'equipaggio, inclusa questa missione.

## Parametri della missione
- Massa:
  - Navetta al rientro con carico: 103.146 kg
  - Carico utile: 11.803 kg
- Perigeo: 284 km
- Apogeo: 294 km
- Inclinazione orbitale: 39.0°
- Periodo: 1 ora, 30 minuti, 17 secondi